# Ochicanthon oharai
Ochicanthon oharai là một loài bọ cánh cứng trong họ Bọ hung (Scarabaeidae).